# Etowah (Oklahoma)
Pour les articles homonymes, voir Etowah.
Etowah est une ville du comté de Cleveland, dans l'État d'Oklahoma, aux États-Unis,. En 2010, elle compte une population de 99 habitants.

## Démographie
Lors du recensement de 2010, la ville comptait une population de 122 habitants, tandis qu'en 2019, elle est estimée à 99 habitants.